# Парижские мирные договоры (1947)
Парижская мирная конференция (29 июля — 15 октября 1946) завершилась подписанием Парижских мирных договоров 10 февраля 1947 года. Страны — победители во Второй мировой войне (СССР, США, Великобритания и Франция) провели переговоры с Италией, Румынией, Венгрией, Болгарией и Финляндией. В итоге договоры позволили Италии, Румынии, Венгрии, Болгарии и Финляндии вернуть себе права суверенных государств в международных послевоенных отношениях и стать членами ООН.

## Подготовка
В июле 1945 года был создан коалиционный Совет министров иностранных дел (СМИД), в котором представители СССР, США, Великобритании, Франции и Китая приступили к разработке проектов мирных договоров со странами Оси и самой Германией. На Потсдамской конференции был принят принцип 4–3–2: в подготовке проекта договора с каждой из стран – бывших союзниц Германии надлежало участвовать государствам, непосредственно подписавшим с ней договор о перемирии или условия капитуляции (Франция выступала как страна, подписавшая условия капитуляции Италии). Таким образом, в подготовке договора с Италией были задействованы 4 страны (СССР, США, Великобритания и Франция); с Болгарией, Венгрией и Румынией – три (СССР, США и Великобритания); с Финляндией – две (СССР и Великобритания). 
На сессии СМИД в Лондоне (11 сентября – 2 октября 1945 года) возникли разногласия по мирному урегулированию в Средиземноморье, на Балканах и в Японии, а также по процедуре обсуждения мирных договоров, к которым англо-американские представители попытались подключить представителей Франции и Китая, отказавшись от формулы  4–3–2.  Эти противоречия частично удалось преодолеть на трёхстороннем совещании СССР, США и Великобритании 16–26 декабря, после чего конференцию 5 членов СМИД и 16 государств антигитлеровской коалиции было решено созвать в Париже не позднее 1 мая 1946 года. В отличие от регламента Парижской мирной конференции 1919–1920 годов, бывшим союзникам Германии предоставили на рассмотрение и обсуждение подготовленные тексты договоров.  
На первом этапе сессии СМИД в Париже (25 апреля –16 мая 1946 года) острые разногласия вызвали вопросы о границах Италии и её колониях, репарациях, а также попытка американцев включить в повестку договор с Австрией. После паузы до 15 июня на втором этапе сессии удалось согласовать вопрос об итальянских репарациях Советскому Союзу и договориться  о созыве конференции 29 июля и принятии решений  большинством в 2/3 голосов. При этом  по 26 пунктам различных договоров сохранились разногласия: они касались проблемы Триеста, судоходства по Дунаю, ряда экономических вопросов.

## Состав делегаций
СССР,  глава – министр иностранных дел В. М. Молотов; он согласовывал свои действия путём шифропереписки лично с И. В. Сталиным. В состав советской делегации  входили министры иностранных дел Эстонской ССР Х. Х. Круус, Латвийской ССР П. И. Валескалн и Литовской ССР П. И. Ротомскис. Отдельно в соответствии с решениями Ялтинской конференции 1945 года о предоставлении республикам статуса первоначальных членов ООН были представлены Украинская ССР (министр иностранных дел Д. З. Мануильский) и Белорусская ССР  (министр иностранных дел К. В. Киселёв), с правом решающего голоса. 
США,  глава – Дж. Ф. Бирнс.  
Великобритания, глава –  К. Р. Эттли.  
Франция, глава –  Ж. Бидо.  
Также были представлены делегации Китая, Австралии, Бельгии, Бразилии, Греции, Индии, Канады, Нидерландов, Новой Зеландии, Норвегии, Польши, Чехословакии, Эфиопии, Югославии, Южно-Африканского Союза; всего 844 человека.  
Была предоставлена также возможность изложить свои позиции странам, заинтересованным в обсуждавшихся договорах - это Мексика, Куба, Египет, Иран, Ирак, Албания и Австрия. 
В рамках конференции действовало 10 комиссий: генеральная, юридическая и по составлению договоров, военная, две по экономике (отдельно для Италии и для всех остальных государств), 5 комиссий по политическим и территориальным вопросам (по одной на каждое государство). Работу конференции освещали свыше 2 тысяч журналистов.

## Обсуждение
В начале конференции США и Великобритания добились пересмотра договорённости по процедурным правилам, 15 голосами против 6 проведя 2 вида рекомендаций: принятые квалифицированным большинством в 2/3 голосов и простым большинством.
30 июля были опубликованы и переданы на обсуждение делегациям побеждённых проекты пяти мирных договоров. В основу соглашений с Болгарией, Венгрией, Румынией и Финляндией по требованию советской стороны были положены условия заключённых перемирий. 
Острые дискуссии вызвал статус Триеста, который Италия при поддержке западных держав хотела превратить в Свободную территорию во главе с губернатором в прямом подчинении ООН. СССР считал наилучшей передачу Юлийской Крайны вместе с Триестом Югославии, однако согласился с идеей нейтральной и демилитаризованной Свободной территории Триест с собственным избираемым населением Народным собранием. Однако этот вопрос так и не был решён в Париже. 
Протесты большинства вызвали претензии Греции на часть албанской (Северный Эпир) и болгарской территории, этот вопрос решить не удалось.  Западные державы поддерживали Грецию в высоких репарационных выплатах от Италии и Болгарии.
Напряжённые дискуссии вызвали требования западных держав выплачивать репарации не товарами, а иностранной валютой (долларами и фунтами), компенсировать утраченное имущество на территории вражеских государств в объёме 75%, предоставить полную свободу судоходства по Дунаю, что воспринималось советской делегацией как попытка англосаксов доминировать  в Южной и Юго-Восточной Европе. 
СССР рассматривал как попытки создать инструменты для вмешательства во внутреннюю политику бывших союзников Германии  предложение США и Великобритании об учреждении комиссии по наблюдению за репарациями, инициативу австралийской делегации по учреждению Европейского Международного суда по правам человека. Настороженно воспринимались и колебания союзников в отношении статьи о запрете возрождения и деятельности фашистских организаций. В то же время США и Великобритания считали позицию СССР на конференции слишком бескомпромиссной и неконструктивной.

## Сущность
Положения договоров касались военных репараций, обязательств по отношению к правам национальных меньшинств и территориальных изменений, включая конец Итальянской колониальной империи в Африке и изменений итало-югославской, венгро-словацкой, румыно-венгерской, советско-румынской, болгаро-румынской, франко-итальянской и советско-финской границ.
Политические положения предусматривали, что подписавшие должны «принять все необходимые меры ради обеспечения всех лиц под своей юрисдикцией, невзирая на расу, пол, язык и религию, правами человека и основных свобод, включая свободу слова, печати и издания, религиозного культа, политических убеждений и общественных собраний».
Граждане, в военное время задействованные в партизанском движении стран-союзников, не подверглись наказанию. Каждое правительство предприняло меры по предотвращению возрождения фашистских организаций или иной другой «политической, военной или полувоенной, чьей целью было лишить людей их демократических прав».
Особенно в Финляндии репарации и продиктованное изменение границ было воспринято как большая несправедливость и предательство западных стран после симпатии, которую продемонстрировал Финляндии Запад во время начатой СССР Зимней войны 1939—1940 годов. Тем не менее, эта симпатия сошла на нет из-за финского сотрудничества с нацистской Германией во время Советско-финской войны 1941—1944. В это время Финляндия не только вернула территории, потерянные по Московскому мирному договору 1940, но также продолжила наступление вглубь СССР, занимая широкую полосу советской территории. Это заставило Великобританию объявить войну Финляндии в ноябре 1941, ещё сильнее ослабив политическую поддержку Запада этой стране. Приобретение СССР финских территорий было оговорено Московским перемирием от 19 сентября 1944 года и привело к увеличению приобретений по Московскому мирному договору 1940 года, который закончил Зимнюю войну.

## Военныe репарации
Проблема военных репараций оказалась одной из самых сложных, возникших при выработке послевоенных условий. СССР — страна, наиболее разоренная войной, — требовал максимально допустимых сумм со всех побеждённых стран, за исключением Болгарии.
В ходе переговоров правительство Греции при поддержке со стороны Великобритании выдвинуло требование к правительству Болгарии выплатить 1 млрд долларов США в качестве компенсации за оккупацию греческих территорий в период Второй Мировой войны. Правительство Народной Республики Болгария при поддержке со стороны СССР отклонило эти требования. В соответствии с мирным договором Болгария обязана выплатить репарации в размере 70 млн долларов в течение 8 лет.
В случаях Румынии и Венгрии условия репараций, обусловленные в соответствующих перемириях, были относительно высоки и не пересматривались.
| Военные репарации в ценах 1938 года, млн долларов США | Военные репарации в ценах 1938 года, млн долларов США | Военные репарации в ценах 1938 года, млн долларов США | Военные репарации в ценах 1938 года, млн долларов США |
| Страна                                                | Сумма                                                 | Репарации в пользу                                    | Сумма                                                 |
| ----------------------------------------------------- | ----------------------------------------------------- | ----------------------------------------------------- | ----------------------------------------------------- |
| Италия                                                | 360                                                   | ФНРЮ                                                  | 125                                                   |
| Италия                                                | 360                                                   | Греции                                                | 105                                                   |
| Италия                                                | 360                                                   | СССР                                                  | 100                                                   |
| Италия                                                | 360                                                   | Эфиопии                                               | 25                                                    |
| Италия                                                | 360                                                   | Албании                                               | 5                                                     |
| Финляндия                                             | 300                                                   | СССР                                                  | 300                                                   |
| Венгрия                                               | 300                                                   | СССР                                                  | 200                                                   |
| Венгрия                                               | 300                                                   | Чехословакии и ФНРЮ                                   | 100                                                   |
| Румыния                                               | 300                                                   | СССР                                                  | 300                                                   |
| Болгария                                              | 70                                                    | Греции                                                | 45                                                    |
| Болгария                                              | 70                                                    | ФНРЮ                                                  | 25                                                    |

Распад СССР и Югославии не привел к каким-либо официальным пересмотрам Парижских мирных договоров.